# Trébol Rugby Club
El Trébol Rugby Club es un club de rugby con sede en Paysandú, Uruguay. Está asociado a la Unión de Rugby del Uruguay, y en la actualidad disputa el Campeonato Uruguayo de Rugby, del cual se consagró campeón en la temporada 2018 tras vencer a Old Christians Club por penales luego de empatar 22-22 en los primeros 100 minutos (dos tiempos de 40' y dos alargues de 10'). También en 2022 ganándole a Cricket en el Charrúa, siendo así el único campeón que no tiene sede en Montevideo.

## Historia
Su historia está fuertemente relacionada con el Paysandú Golf Club. El rugby en el Paysandú Golf Club nace aproximadamente en 1972, cuando un grupo de jóvenes comenzaba a practicarlo en el departamento. "Josecho" De María los invitó a que desarrollen su deporte en las instalaciones del club, y desde entonces la historia del equipo ha estado directamente ligada al Paysandú Golf Club.

## Actualidad
El Trébol compite anualmente en el Uruguayo de Clubes, en 2011 obtuvo su segunda mejor clasificación al finalizar en el 2º puesto, pero en el 2018 logró su mejor campaña y consagró campeón tras vencer a Old Christians Club en la cancha de Old Boys.
Al conseguir el título uruguayo en el 2018, clasificó a la XVIII edición del Torneo del Interior A que se disputa en Argentina.

## Palmarés
- Campeonato Uruguayo de Rugby (2): 2018,[8][9] 2022